# Rimae Doppelmayer
Le Rimae Doppelmayer sono una struttura geologica della superficie della Luna.